# 横浜市立中田中学校
横浜市立中田中学校（よこはましりつ なかだちゅうがっこう）は、神奈川県横浜市泉区中田北二丁目にある公立中学校。

## 沿革

### 年表
- 1973年（昭和48年）6月4日 - 開校
- 1975年（昭和50年）9月10日 -県最も良い歯の学校として県教育委員会より表彰される
- 1975年（昭和50年）12月2日 - 横浜市優良PTAとして横浜市PTA連絡協議会より表彰され、市の教育委員会より感謝状を受け取る
- 1976年（昭和51年）9月10日 - 県歯科保健優良校として県の教育委員会より表彰される
- 1977年（昭和52年）4月1日 - 52、53年度社会福祉研究普及校として県知事から指名を受ける
- 1980年（昭和55年）10月9日 - 研究歯科保健準優良校として県の教育委員会より表彰される
- 1982年（昭和57年）10月15日 - 全日本良い歯の学校として昭和49年より継続して表彰される

## 所在地
- 神奈川県横浜市泉区中田北二丁目20の1

## 交通
- 横浜市営地下鉄立場駅より徒歩約5分
- 神奈川中央交通 戸58・戸61・戸64 中西バス停より徒歩約1分

## 出身者
- 尾形界龍（プロバスケットボール選手） - しながわシティ
- 枝元なほみ（料理研究家）[2]
- 臼井幸平（サッカー選手）
- 高橋智（元プロ野球選手） - 元ヤクルトスワローズ

## 地域の歴史
- 小田原に北条氏がいた頃は、上飯田を平山源太郎、下飯田を川上藤兵衛、和泉を笠原藤左衛門、岡津を太田大膳亮といった武士が納めていた。それが江戸時代に入ると、上飯田は佐野、下飯田は筧、和泉は松平、岡津は黒田、阿久和（新橋）安藤、中田は石巻といった旗本領地となる。石巻の祖は小田原北条氏に仕えた有力な武士五太夫康敬であり、江戸時代初期に岡津にいた彦坂小刑部元正は代官頭の一人であった。現在の泉区は江戸時代まで相模国鎌倉郡（一部は高座郡）と呼ばれ、明治時代になると神奈川県鎌倉郡に改まった。